# Bendt Bendtsen

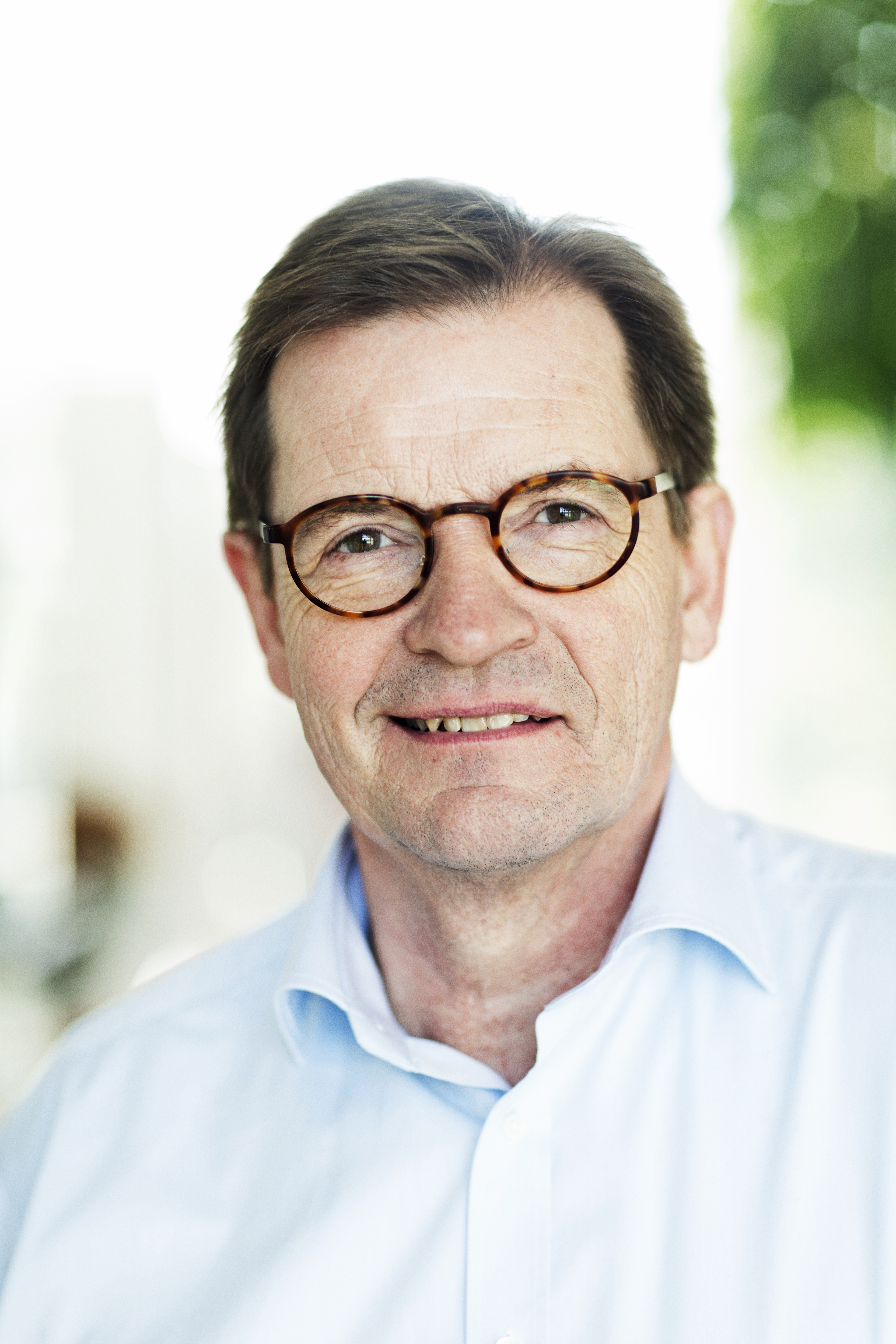
Bendt Bendtsen (2014)

Bendt Bendtsen (* 25. März 1954 in Odense) ist ein dänischer Politiker der Konservativen Volkspartei und seit 2009 Abgeordneter im Europäischen Parlament.

## Leben
Bendtsen machte 1971 seinen Realschulabschluss an der Odense Friskole, 1972 erhielt er ein Examen der Landwirtschaftsschule in Korinth/Fünen. Zunächst arbeitete er in der Landwirtschaft, 1975 begann er eine Ausbildung an der Dänischen Polizeischule. Ab 1980 arbeitete er als Polizeibeamter, ab 1984 bei der Kriminalpolizei in Odense.
Von 1994 bis 2009 war Bendtsen Abgeordneter im dänischen Parlament Folketing. In den 1990er-Jahren litt die Konservative Partei unter personellen Querelen, die zu einem Absturz in der Wählergunst bei der Parlamentswahl 1998 beitrugen. Der bis dahin recht unbekannte Bendtsen konnte die Konservativen vorübergehend wieder sammeln. Am 5. August 1999 stieg er zum Politischen Sprecher und Fraktionschef der Konservativen auf, von 2000 bis 2008 hatte er auch den Parteivorsitz inne.
2001 wurde er dänischer Wirtschaftsminister und Stellvertreter von Ministerpräsident Anders Fogh Rasmussen. Am 9. September 2008 verzichtete er zugunsten von Lene Espersen auf seine bisherigen Ämter und übernahm die Spitzenkandidatur der Konservativen bei der Europawahl 2009.

## EU-Parlamentarier
Seit 2009 ist Bendtsen Mitglied des Europäischen Parlaments und Mitglied im Ausschuss für Industrie, Forschung und Energie und in der Delegation für die Beziehungen zu den Ländern Südasiens. Als Stellvertreter ist er engagiert im Haushaltsausschuss und in der Delegation für die Beziehungen zu Australien und Neuseeland sowie auch in der Delegation in der Parlamentarischen Versammlung der Union für den Mittelmeerraum.
Im Mai 2012 gründete er zusammen mit dem österreichischen Europa-Abgeordneten Paul Rübig und der bulgarischen Abgeordneten Nadeschda Nejnski die Europäische Mittelstands- und Wirtschaftsvereinigung der Europäischen Volkspartei, SME Europe.